# Gregory Clark de Nevers
Gregory Clark de Nevers (n. 1955 ) es un botánico estadounidense. Ha desarrollado actividades científicas en las islas Galápagos, y también explorado botánicamente Panamá, durante tres años. Luego, por 13 años, fue Biólogo Residente en Pepperwood, una reserva de 1 200 ha en el Condado de Sonoma, California, propiedad de la Academia de Ciencias de California, desarrollando fuerte interés en las salamandras del género Taricha. Y luego por tres años fue Biólogo Residente en la "Reserva Audubon Canyon Ranch’s Bolinas Lagoon. También ha expedicionado a Tanzania, Madagascar, Costa Rica, Colombia, Ecuador, Yugoslavia y México.

## Algunas publicaciones
- s.p. Castagnoli, g.c. de Nevers, r.d. Stone. 1983. Vegetation and flora, pp. 43-104 in: R.D. Stone, V.A. Sumida (eds.)
- La abreviatura «de Nevers» se emplea para indicar a Gregory Clark de Nevers como autoridad en la descripción y clasificación científica de los vegetales.[4]